# Dru Down
Darnel Robinson, (4 de Setembro de 1969) mais conhecido por seu nome artístico Dru Down, é um rapper e ator americano de Oakland, Califórnia. Ele é um membro do grupo The Regime, um coletivo de rappers que inclui Yukmouth, Tech N9ne, Messy Marv, BG Bulletwound, Dorasel, Grant Rice, Tha Realest and Gonzoe.

## Carreira musical
A faixa título do seu álbum de 1996, Can You Feel Me, foi um pequeno hit. Ele já cantou com Spice 1, E-40, Richie Rich, Shock G, Yukmouth, The Luniz, e outros rappers da Bay Area, e introduz a canção All Bout U do rapper 2Pac. Dru Down também desempenha um papel no filme de 1996 Original Gangstas. Ele teve uma curta estadia na Ruthless Records entre 2001 e 2002, apesar do álbum ter sido finalmente lançado pela C-Note Records, esse fato é aludido no começo do seuu álbum, Gangsta Pimpin'. Em 2001 ele lançou seu próprio filme chamado Hip Hop & Porn Stars. Atualmente Dru tem um contrato com a gravadora de Yukmouth Smoke-A-Lot Records e sua própria gravadora Pimp On Records. Dru lançou seu álbum Chronicles of a Pimp em 2010.

## Discografia

### Álbuns
- 1993: Dru Down
- 1994: Explicit Game
- 1996: Can You Feel Me
- 2001: Pimpin' Phernelia
- 2002: Gangsta Pimpin'
- 2006: Cash Me Out (com Lee Majors)
- 2007: Crack Muzic Vol. 1 (com Rahmean & Lee Majors)
- 2007: Crack Muzic Vol. 2 (com Rahmean & Lee Majors)
- 2010: Chronicles of a Pimp

### Singles
- 1994: "Pimp of the Year"
- 1994: "Ice Cream Man" (part. Luniz)
- 1995: "No One Loves You"
- 1996: "Can You Feel Me"
- 1997: "Baby Bubba" (part. Bootsy Collins)
- 2010: "Hello" (part. Jacka)